# Oectropsis
Oectropsis is een kevergeslacht uit de familie van de boktorren (Cerambycidae). De wetenschappelijke naam van het geslacht werd voor het eerst geldig gepubliceerd in 1851 door Blanchard in Gay.

## Soorten
Oectropsis omvat de volgende soorten:
- Oectropsis franciscae Barriga & Cepeda, 2006
- Oectropsis latifrons Blanchard, 1851
- Oectropsis pusillus (Blanchard, 1851)